# (8820) Anjandersen
(8820) Anjandersen – planetoida z pasa głównego asteroid okrążająca Słońce w ciągu 3 lat i 219 dni w średniej odległości 2,35 au. Została odkryta 14 listopada 1985 roku w Obserwatorium Brorfelde przez Poula Jensena. Nazwa planetoidy pochodzi od Anji C. Andersen (ur. 1965), duńskiej astrofizyk zajmującej się badaniami właściwości cząsteczek kosmicznego pyłu przy połączeniu elementów eksperymentalnych, teoretycznych i obserwacyjnych. Przed nadaniem nazwy planetoida nosiła oznaczenie tymczasowe (8820) 1985 VG.